# Velturno
Velturno (Feldthurns) é uma comuna italiana da região do Trentino-Alto Ádige, província de Bolzano, com cerca de 2.541 habitantes. Estende-se por uma área de 24 km², tendo uma densidade populacional de 106 hab/km². Faz fronteira com Bressanone, Chiusa, Funes, Varna.

## Demografia
| Variação demográfica do município entre 1861 e 2011                               |
|                                                                                   |
| Fonte: Istituto Nazionale di Statistica (ISTAT) - Elaboração gráfica da Wikipedia |

## Línguas
Este é a distribuição das línguas oficiais sudtiroleses na comuna de Feldthurns:
- Alemão: 98,56%
- Italiano: 0,98%
- Ladino: 0,55%